# Festa da Uva e do Vinho
A Festa da Uva e do Vinho é uma tradicional festa que ocorre no município de Santa Teresa no estado do Espirito Santo. O evento faz parte da programação de inverno da cidade, que é responsável por cerca de 85 % da produção de uva do Espírito Santo. Além disso, a festa busca comemorar as boas safras da uva da região, resgatando a cultura local e a cultura italiana.

## Características
A comemoração faz parte da programação de inverno da cidade e conta e é cercada de tradições, entre elas a “Pisa da Uva” que remete ao jeito artesanal da produção de sucos e vinhos de uva. A “Passarela da Uva” é outro momento marcante da festa, em que há exposição de vinhos e uvas nas ruas da cidade.
O objetivo é resgatar a cultura local e mostrar para turistas e moradores como era a elaboração do vinho e do suco na época em que os imigrantes italianos chegaram à região. O município de Santa Teresa é o maior produtor de uva e de vinho no Espírito Santo, respondendo por 85% da atividade no Estado.